# Vukwi
Vukwi – wieś w Botswanie w dystrykcie North East. Według spisu ludności z 2011 roku wieś liczyła 369 mieszkańców.